# Jackie Sandler
Jacqueline Samantha "Jackie" Sandler, född Titone den 24 september 1974 i Coral Springs, Florida, är en amerikansk skådespelerska och modell. 
Hon är, sedan den 22 juni 2003, gift med skådespelaren Adam Sandler som hon har två barn med.